# راتب (اسم)
راتب هو اسم علم مذكر من أصل عربي، ومعناه هو الدائم الثابت من يعيش على نظام ثابت، المنتصب القائم، مؤنثة راتبة.

## شخصيات تحمل الاسم
- راتب العوضات (لاعب كرة قدم أردني، 13 أكتوبر 1970 – )

## وصلات خارجية
- موسوعة السلطان قابوس لأسماء العرب نسخة محفوظة 5 أبريل 2019 على موقع واي باك مشين.